# Thüster Kalkstein

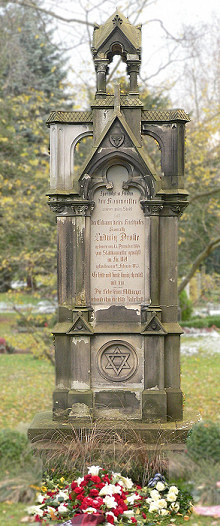
Grabstein von Ludwig Droste auf dem Friedhof Engesohde in Hannover aus Thüster Kalkstein

Thüster Kalkstein, der auch Serpulit oder Serpelkalkstein genannt wird, wird aus kleinem Vorkommen im Hils, Deister, Osterwald und bei Bielefeld gewonnen. Es ist ein Naturstein, der eine einzigartige lokale Sonderentwicklung des Oberen Jura im Münder Mergel darstellt. Dieser Kalkstein entstand in einem Meeresbecken bei Thüste im südlichen Niedersachsen. Im Jahre 2008 wird das Gestein, das im Thüster Berg in der Nähe von Salzhemmendorf liegt, noch gebrochen.

## Gesteinsbeschreibung und -namen
Der Thüster Kalkstein ist hellgrau, blaugrau bis bräunlich. Er ist teilweise oolithisch, enthält Trümmerkalke (biomikritisch) von Röhren kalkbildender Röhrenwürmer, nämlich von Serpula coacervata. Das ist ein fossiler Wurm, der zur Gattung der Serpel (Serpula), den Kalkröhrenwürmern gerechnet wird, mit einem gestreckten Körper und mit Borsten, die ihn an Steinen oder Muscheln festhalten. Diese Meeresbewohner bilden kalkige Röhren, die fossil gesteinsbildend erhalten bleiben. Thüster Kalkstein ist meist porös und löcherig, nicht immer kalkig, sondern teils tonig gebunden. Aufbau und Schichtfolge wechseln sehr stark und die Bankhöhe beträgt bis zu 16 Meter.
Die weniger bekannten Bezeichnungen Serpulit und Serpelkalkstein stammen vom Geologen Friedrich Adolph Roemer. Der weitaus bekanntere Sortenname Thüster Kalkstein geht auf den Ort des Vorkommens Thüste (Niedersachsen) zurück. Im Randbereich des jurassischen Meeres (Malm) baute der Wurm Serpula seine Kalkröhren, die umgelagert wurden und zerbrachen. Dieser Fossilschutt bildete durch Verfestigung eine Gesteinsschicht. Thüster Kalkstein ist offenporig, mittelkörnig, homogen und parallelgeschichtet sowie verwitterungsbeständig wie alle porösen Kalksteine. Sein Gesamteindruck ist nach längerer Exposition außen hellgrau. Dieser Kalkstein ist nicht polierfähig.

## Mineralbestand
Die Komponenten in dem heute gebrochenen Thüster Kalksteins: 45 Prozent Wurmröhrentrümmer, 39 Prozent karbonatisches Bindemittel. Die Korngröße 0,5 – 1 mm hat einen Anteil von 9 Prozent. Der Anteil der Ooide beläuft sich auf 8 Prozent, die enthaltenen Quarzkörner mit einer Größe 0,4 – 0,8 mm haben einen Anteil von etwa 1 Prozent.

## Steinbrüche, Verwendung und Bauwerke
Über den Kalksteinbänken befindet sich Abraum, der bis zu 4 Meter hoch ist. Das Kalksteinvorkommen erreicht eine Mächtigkeit von bis zu 11 Metern und die Rohblöcke, die gewonnen werden, sind aufgrund der Klüfte dieses Vorkommens länglich.
Von den ursprünglich zahlreichen Steinbrüchen sind im Jahre 2008 lediglich zwei im Abbau.
Früher wurde dieser Kalkstein in kleinen Kalköfen zu Kalk gebrannt. Heutzutage wird er für Bausteine und Werksteine im Massivbau verwendet, selten für Bodenplatten, Treppen, Fensterbänke und Wandplatten außen, ferner für Denkmale. Aufgrund seiner leichten Bearbeitbarkeit wird er von Steinbildhauern bevorzugt. Verwendet wurde er beispielsweise beim Kirchenbau in Wallensen einem Ortsteil von Salzhemmendorf, beim Bau der Volksbank in Münster, für das Landtagsgebäude in Kiel und für den Erker des Marktamtes in Hannover in der Leinstraße. Zahlreiche Grabsteine auf dem Stadtfriedhof Engesohde in Hannover zeigen die bildhauerischen Möglichkeiten, die der Thüster Kalkstein bietet.